# Al-Ruways
al-Ruways (en arabe : الرويس), était un village de Palestine mandataire  situé à 12 km au sud-est de la ville d’Acre et au sud du village d’Al-Damun. Il a été en grande partie détruit et sa population a été expulsée lors de l'opération Dekel au cours de la guerre israélo-arabe de 1948.

## Histoire médiévale
al-Ruways se trouvait sur le site croisé appelé « Careblier », aussi connu sous le nom de « Roeis »  et il est mentionné dans plusieurs textes du XIIIe siècle. En 1220, Beatrix de Courtenay et son second époux Othon de Botenlauben le vendirent, ainsi que d’autres terres, aux chevaliers teutoniques,,. Selon d’autres sources, Jean l'Aleman, le croisé seigneur de Césarée, vendit en 1253 plusieurs villages, dont Roeis, aux Hospitaliers,,. En 1266, une avant-garde croisée revenant à Acre d’un raid sur Tibériade tomba à Roeis dans une embuscade des forces mamelouks basées à Safed. Roeis est encore mentionné en 1283, comme partie du domaine des Croisés pendant la trêve entre ces derniers, basés à Acre, et le sultan mamelouk Al-Mansûr Sayf ad-Dîn Qala'ûn al-Alfi.
À l’époque moderne, les habitants du village affirmaient être les descendants de Hussam ad-Din Abu al-Hija (l’Audacieux), un haut officier de l’armée ayyoubide du sultan Saladin qui avait pris part au siège de Saint-Jean-d'Acre (1189-1191).

## Période ottomane
L’explorateur français  Victor Guérin visita al-Ruways en 1875, et nota que le village hébergeait « 150 habitants tout au plus, dont les maisons sont situées sur une colline, au milieu de jardins plantés de figuiers, de grenadiers et d’oliviers, que dominent çà et là quelques palmiers ».
En 1881, le Survey of Western Palestine du Fond d'exploration de la Palestine décrivait Ruways comme situé sur un terrain dégagé avec des bosquets d’oliviers au nord. Sa population, estimée par les recenseurs à 400 habitants, était entièrement de religion musulmane,. Mais un recensement de 1887 environ estime quant à lui que Ruweis avait environ 190 habitants.

## Palestine mandataire
Au début du XXe siècle, sous le mandat britannique en Palestine, al-Ruways était l’un des plus petits villages du sous-district d'Acre. Selon le recensement de 1922, il avait une population de 154 habitants (70 hommes et 84 femmes), tous musulmans, qui passa à 217, répartis dans 44 maisons, lors du recensement de 1931.
Le village était alors séparé en deux quartiers. Il avait une mosquée, mais pas d’école en propre, les enfants du village se rendant à celle d’al-Damun à proximité. L’eau potable provenait de puits domestiques et les principales cultures étaient le blé, le maïs, le sésame, les pastèques et les olives.
Dans les statistiques rassemblées par le gouvernement britannique en 1945, la population d’al-Ruways se monte à 330 personnes, de religion musulmane, possédant 1 163 dounams (soit 1,163 km2) de terres, dont 222 dounams de plantations et de terres irrigables et 844 affectées à la culture des céréales ; les bâtiments occupaient 15 dounams.

## La guerre de 1948 et ses suites
Le 18 juillet 1948, deux jours après l’occupation de Nazareth par la 7e brigade blindée israélienne dans le cadre de l’opération Dekel, plusieurs unités avancèrent en Galilée occidentale et capturèrent plusieurs villages arabes, dont al-Ruways. Les habitants fuirent après le bombardement et l’occupation des villes importantes du voisinage, Shefa-'Amr et Nazareth,.
Après la guerre, la zone a été incorporée à Israël. Selon l’historien palestinien Walid Khalidi, « le site est déserté. Les débris de vieux puits et de toits en ciment sont éparpillés sur tout le site, qui est couvert d’une forêt d’eucalyptus et de cactus ». En 1992, lors de sa visite sur les lieux, il n’y avait pas de village directement installé sur les terres d’al-Ruways, mais la zone à proximité était cultivée par les résidents du kibboutz Yas’ur.